# Efekt Rose’a
Efekt Rose’a – zależność ekonomiczna opisująca pozytywny wpływ unii monetarnej na zwiększenie obrotów handlowych pomiędzy jej krajami członkowskimi. 
W 2000 roku Andrew Rose opublikował badania prowadzone w oparciu o analizę gospodarek 186 krajów, z których wynikało, że obroty handlowe pomiędzy krajami znajdującymi się w unii walutowej są przeciętnie trzy razy wyższe niż między krajami, które pozostają poza unią walutową. Prace Rose’a zapoczątkowały dyskusję o handlowych skutkach przyjęcia wspólnej waluty w Unii Europejskiej, ale wyniki jego badań spotkały się z krytyką ekonomistów, która dotyczyła przede wszystkim wyboru grupy krajów wykorzystanych do analizy (badane przez Rose’a przypadki unii monetarnych obejmowały gospodarki silniej zróżnicowane i słabiej powiązane gospodarczo niż kraje strefy euro). Kolejne badania doprowadziły do rewizji poglądu Rose’a i obniżenia skali oczekiwanej intensyfikacji handlu wewnątrz unii monetarnej (szacunki wskazywały na wzrost handlu o około 10%). Odkrytą przez Rose’a zależność przyjęto jednak oznaczać jego nazwiskiem.